# Kościół Dziesięciu Tysięcy Męczenników w Turkowach
Kościół Dziesięciu Tysięcy Męczenników w Turkowach – rzymskokatolicki kościół parafialny należący do parafii pod tym samym wezwaniem (dekanat Bralin diecezji kaliskiej). Jedna z niewielu świątyń pod tym wezwaniem w Polsce.

## Historia
Obecna murowana świątynia z wieżą i dwuspadowym dachem, została wzniesiona w 1822 roku przez księdza Augusta Jana Siwika. W 1913 roku ksiądz proboszcz Leopold Nowak rozbudował kościół o wielokątne prezbiterium z przyległymi dwoma kaplicami i zakrystią, natomiast wokół cmentarza i świątyni wzniósł ceglany mur.

## Wnętrze i wyposażenie
Do wyposażenia wnętrza kościoła należą elementy w stylu barokowym, ale głównie pochodzi ono z XIX wieku. Obraz w ołtarzu głównym, przypomina nam o patronie kościoła, a właściwie patronach, czyli o dziesięciu tysiącach męczenników z góry Ararat.
Po obu stronach prezbiterium znajdują się dwa ołtarze boczne. Lewy z nich jest poświęcony Matce Bożej Boleści. Na obrazie są przedstawione wszystkie boleści Maryi. Widnieją na nim nie tylko przebite serce Matki Bożej, ale także narzędzie męki, na przykład gwoździe. Oprócz tego w świątyni w drugim bocznym ołtarzu jest umieszczony obraz Matki Bożej Różańcowej  z tajemnicami różańcowymi i wizerunkami dominikanów. Po prawej stronie Maryi z Dzieciątkiem znajdują się tajemnice radosne, poniżej bolesne, a po lewej chwalebne. Patrząc na te namalowane tajemnice wierni mogli lepiej je rozważać, szczególnie ci, którzy nie umieli w tym czasie czytać.
Niedaleko ołtarzy bocznych są umieszczone figury świętych apostołów Piotra i Pawła. Świątynia posiada także piękne rzeźby św. Franciszka i św. Antoniego .
Święty z Asyżu przedstawiony został w chwili otrzymania od Boga stygmatów, znaków męki Pańskiej. Pod figurą widnieje szczególny napis: „Św. Franciszku módl się za naszych wojowników” i jeszcze poniżej jest umieszczona inskrypcja: „poległych we wojnie 1914 – 1918”.

## Organy
Organy wybudował Franciszek Majewski z Rychtala w roku 1822. Jeden z pierwszych gruntownych remontów przeprowadził Johann Spiegel, wstawiając dwie nowe wiatrownice. Po drugiej wojnie światowej organmistrz Stefan Fiołka kilkukrotnie remontował instrument. Podczas prowadzenia tych prac m.in. wykonano nowe piszczałki, wymieniono pokrycie skórzane wiatrownic, a także zamontowano jednofałdowy miech magazynowy, który znajduje się w wieży. Około 2006 roku Andrzej Fiołka nastroił organy o ponad pół tonu wyżej.
Dyspozycja instrumentu:
| Manuał                           | Pedał           |
| -------------------------------- | --------------- |
| 1. Principal 4' (faktycznie: 8') | 1. Subbass 16'  |
| 2. Hohlflöte 8'                  | 2. Octavbass 8' |
| 3. Salicet 8'                    |                 |
| 4. Flaute 8'                     |                 |
| 5. Flaute 4'                     |                 |
| 6. Quinte 2 2/3'                 |                 |
| 7. Octave 2'                     |                 |
| 8. Mixtur 3 fach                 |                 |